# Figuren aus Mein*Star
Dieser Artikel gibt wichtige Figuren aus Mein*Star (【推しの子】 Oshi no Ko), einer zwölfteiligen Mangaserie und dessen Adaption als Anime-Fernsehserie, wieder. Der Manga wird von Aka Akasaka geschrieben und von der Zeichnerin Mengo Yokoyari bebildert.

## Figuren

### Hauptcharaktere
Ai Hoshino (星野 アイ, Hoshino Ai)
Ein populäres und charismatisches Pop-Idol. Sie wuchs ohne ihren Vater in einer ländlichen Gegend auf und kam nach der Verhaftung ihrer Mutter in ein Waisenhaus unter, wo sie auch nach der Freilassung dieser verblieb. Im Alter von zwölf Jahren wurde sie schließlich von Ichigo Saitō, dem Präsidenten von Ichigo Productions, entdeckt und als Idol rekrutiert.
Da sie nicht wisse wie es ist, andere zu lieben, war sie nicht überzeugt davon, ein Idol werden zu können. Saitō schaffte es schließlich, sie zu einem Idol zu machen und so wurde sie alsbald das Gesicht der Idol-Gruppe B-Komachi. Im Alter von 16 Jahren war sie schließlich mit Zwillingen schwanger. Sie beschloss, die Kinder auf die Welt zu bringen und sie von der Öffentlichkeit geheim zu halten. Nach der Geburt ihrer Kinder nahm sie ihre Aktivitäten als Idol wieder auf.
Kurz nach ihrem 20. Geburtstag wurde sie von einem verrückt gewordenen Fan in ihrer neuen Wohnung ermordet. In ihrem letzten Moment realisierte sie, dass sie ihre Kinder wirklich von ganzem Herzen liebte und wünschte sich, länger an deren Seite verweilen zu können. Ihr Tod war der ausschlaggebende Moment für ihren Sohn, eine Schauspielkarriere zu verfolgen, um den Drahtzieher hinter den Mord an Ai ausfindig zu machen. Ihr japanischer Name geschrieben als 星のアイ bedeutet in etwa Sternenauge und ist eine Anspielung auf die sechszackigen Sterne in ihren Augen und den Augen ihrer Kinder.
Aquamarine Hoshino (星野 愛久愛海, Hoshino Akuamarin)
Aquamarine Hoshino oder kurz Aqua (アクア Akua) ist Ais Sohn. Er ist die Wiedergeburt von Gorō Amemiya (雨宮 吾郎 Amamiya Gorō), ihrem behandelnden Arzt und Fan. Er wurde von Ais Stalker am Tag der Geburt ihrer Zwillinge umgebracht wurde so als Aqua wiedergeboren. Nachdem Ai vom gleichen Stalker umgebracht wird, schwört er, die Wahrheit hinter dem Mord aufzuklären und den Mörder zur Rechenschaft zu ziehen. Diesen glaubt er in seinem Vater, den er in der Unterhaltungsbranche vermutet, zu finden. Der Mord an seiner Mutter war der ausschlaggebende Punkt für ihn, eine Karriere als Schauspieler zu verfolgen.
Aqua ist eine gefühlskalte, manipulative Person, die bereit ist, die Personen in seinem Umfeld für seine Zwecke zu benutzen. Er hat ein Talent für das Schauspiel auch wenn er das Gegenteil von sich behauptet. Trotz seines kühlen Charakterzuges besitzt Aqua eine zarte und fürsorgliche Seite, die sich unter anderem darin zeigt, Kana bei ihrer Karriere zu unterstützen oder die Initiative zu ergreifen, um Akane zu beschützen.
Ruby Hoshino (星野 瑠美衣, Hoshino Rubii)
Ruby Hoshino ist Ais Tochter und Aquas Zwillingsschwester. Wie auch Aqua ist Ruby eine Wiedergeborene: In ihrem vorherigen Leben war sie die todkranke Sarina Tendōji (天童寺 さりな Tendōji Sarina), welche bis zu ihrem Tod von Gorō Amemiya betreut wurde und ein freundschaftliches Verhältnis zu ihm aufbaute. Vor ihrer Wiedergeburt war sie ein obsessiver Idol-Fan, allem voran von Ai, und träumte davon, selbst ein Idol zu werden.
Nach Ais Tod schwört sie, in die Fußstapfen ihrer Mutter zu treten, und beginnt daraufhin zu arbeiten. Obwohl Ruby ein Talent für das Tanzen hat, ist sie eine schlechte Sängerin. Im Alter von 14 Jahren nimmt sie an einem Casting teil, wird dort aber scheinbar abgelehnt. Um ihren Traum verwirklichen zu können, beschließt ihre Ziehmutter eine neue Idol-Gruppe ins Leben zu rufen.
Im Gegensatz zu ihrem Zwillingsbruder ist sie gesellig, freundlich und findet schnell Freunde.
Kana Arima (有馬 かな, Arima Kana)
Kana Arima war eine Kinderschauspielerin, die als so genanntes Wunderkind galt und als „geniale Kinderdarstellerin, die binnen 10 Sekunden weinen kann“ (0秒で泣ける天才子役 Jū-Byō de nakeru tensai koyaku) bekannt. Kana und Aqua lernten sich an einem Drehort für einen Film kennen. Im Teenager-Alter nahm die Anzahl ihrer Rollen ab, da sie ihren Mitschauspielern die „Show stahl“. Um in der Filmbranche zu überleben, beschloss sie schließlich, ihr Talent zu unterdrücken.
Kana und Aqua treffen sich erneut an der Oberschule wieder und sie beginnt, Gefühle für ihn zu entwickeln. Da sie nach wie vor Probleme hat, in im Filmgeschäft groß raus zu kommen, wird sie von Ruby als potenzielles Mitglied in ihre neu gegründete Idol-Gruppe eingeladen. Sie wird zum „Gesicht“ der Gruppe, verlässt diese aber nach zwei Jahren wieder, nachdem ihre Karriere als Schauspielerin wieder erfolgreich wird.
Kana hat eine scharfe Zunge und besaß vor allem in ihrer Kindheit einen griesgrämigen Charakter, was ihr einige Rollen kostete. Mit der Zeit ändert sich ihr Wesen und Kana versucht stets, ihren Charakter zu verbessern. Außerdem leidet sie an einem geringen Selbstwertgefühl, da sie aufgrund ihrer gemachten Erfahrungen denkt, dass ihre große Zeit als Schauspielerin bereits vorbei sei. Neben dem Schauspiel hat sie auch in anderen Zweigen der Unterhaltungsindustrie versucht Fuß zu fassen, etwa als Sängerin.
Akane Kurokawa (黒川 あかね, Kurokawa Akane)
Akane Kurokawa ist eine Theaterschauspielerin und Mitglied in der Gruppe Lalalay. Sie nimmt an der Datingshow LoveNow teil und lernt am Drehort unter anderem Aqua kennen.
Während der Show war Akane ein übersehener Charakter und nahm an der Show teil, um ihre Theatergruppe einem größeren Publikum bekannter zu machen. Während den Dreharbeiten verkratzt sie einer anderen Darstellerin versehentlich das Gesicht, woraufhin sie von den Zuschauern einen Sturm der Entrüstung und gar Todesdrohungen erhält. In der Folge versucht sie, Suizid zu begehen, wird aber in letzter Sekunde gerettet.
Nach der Show werden Akane und Aqua zunächst für die Öffentlichkeit ein Paar. Mit der Zeit beginnt sie, Gefühle für ihn zu entwickeln. Ihre Herangehensweise beim Schauspielen ist ähnlich dem Method Acting: Sie recherchiert Informationen über die Charakter, die sie spielt, fügt eigene Interpretationen zu deren Motivation und Charakteristik hinzu.
Akane wird als introvertiert und schüchtern, aber auch als fleißig und lernbereit beschrieben. Sie besitzt eine analytische Begabung, der es ihr erlaubt, sich in jeden Charakter, den sie spielt, hineinversetzen zu können.

### Ichigo Productions
Ichigo Saitō (斎藤 壱護, Saitō Ichigo)
Ichigo war bis zu Ais Tod Präsident von Ichigo Productions und ist Miyakos Ehemann. Er war für Ais Rekrutierung in die Idol-Gruppe B-Komachi verantwortlich. Zudem war er scheinbar der Erziehungsberechtigte für Aqua und Ruby, Ais Zwillingskinder. Kurz nach Ais Tod verschwand er spurlos.
Er wird von Aqua und Ruby ausfindig gemacht und will Aqua helfen, seinen Racheplan zu realisieren. Es wurde bekannt, dass Ichigo in der Zeit seines Verschwindens ebenfalls eigene Nachforschungen betrieben hat, um den Mörder an seiner Ersatztochter zu finden.
Miyako Saitō (斎藤 壱護, Saitō Miyako)
Miyako ist Ichigos Ehefrau und seit dessen Verschwinden Präsidentin von Ichigo Productions. Nach dem Tod Ais nimmt sie Aqua und Ruby als Adoptivkinder auf und zieht beide als alleinstehende Mutter groß.
Anfänglich war Miyako eine selbstverliebte Persönlichkeit, die nicht davor zurückschreckte, Ais Geheimnis der Öffentlichkeit preiszugeben, in der Hoffnung reich zu werden und einen attraktiven Mann zu finden.
MEM-cho (MEMちょ)
MEM-cho ist eine bekannte Webvideoproduzentin auf YouTube und TikTok, deren Traum es ursprünglich war, einmal ein Idol zu werden. Aufgrund verschiedenster Umstände musste sie ihren Traum aufgeben, da sie zwischenzeitlich zu alt geworden war. Nach einer Teilnahme an der Datingshow LoveNow wird sie von Aqua überredet, den neuen B-Komachi beizutreten.
Aufgrund ihres Alters – sie ist zu diesem Zeitpunkt 25 Jahre alt 1 – hatte sie zunächst Bedenken, entschließt sich aber dazu, der Gruppe beizutreten. Dieses hatte sie jünger angesetzt, um auf YouTube und TikTok erfolgreicher zu sein und mehr Follower zu generieren. Durch ihre Tätigkeiten hat sie ein Gespür für die Rücksichtslosigkeit der Unterhaltungsbranche entwickelt.
Pieyon (ぴえヨン)
Pieyon ist ein anynom agierender Webvideoproduzent, der Fitnessvideos produziert und auf YouTube veröffentlicht und zu Strawberry Productions gehört. Er ist der erfolgreichste Webvideoproduzent der Agentur und macht einen Gewinn von 100 Millionen Yen pro Jahr.
Er trainiert die Mitglieder der neuen B-Komachi und ist für deren Choreografie verantwortlich.

### Entertainmentbranche

#### Schauspieler und Darsteller
Frill Shiranui (不知火 フリル, Shiranui Furiru)
Frill Shiranui ist Schülerin an der Yōtō-Oberschule, wo sie den künstlerischen Zweig besucht. Sie ist eine Klassenkameradin von Ruby und eine begnadete Performerin, die großes Talent im Gesang, Tanz und Schauspiel besitzt.
Frill ist eher ruhig besitzt dennoch einen sympathischen Charakter. Auch wenn sie eher zurückhaltend wirkt, hat aber ein scharfes Gedächtnis, wenn es um Schauspieler und ihre Karrieren geht.
In Gotandas und Aquas autobiografischen Film sollte sie zunächst Ai verkörpern, gab diese Rolle aber an Ruby ab, nachdem diese Frill bei einem Vorsprechen mit ihrem Schauspieltalent und ihrer Hingabe überzeugen konnte.
Melt Narushima (鳴嶋 メルト, Narushima Meruto)
Melt ist ein Model und Schauspieler, der zur Agentur Sonic Stage Productions gehört. Er war ein arroganter und untalentierter Schauspieler, als er die männliche Hauptrolle in der Internetserie Heute mag ich’s süß spielte, konnte aber in der letzten Szene nach einer Provokation von Aqua ein solides Schauspiel abliefern.
Diese Erfahrung hat ihn bescheidener gemacht, sodass er an seinen Fähigkeiten an seinem Schauspiel gearbeitet und verbessert hat.
Minami Kotobuki (寿 みなみ, Kotobuki Minami)
Minami ist eine Schülerin an der Yōtō-Oberschule und besucht dort den künstlerischen Zweig der Schule. Sie ist Rubys Klassenkameradin und Freundin. Nebenbei arbeitet sie als Gravure Model.
Yuki Sumi (鷲見 ゆき, Sumi Yuki)
Yuki ist ein Fashionmodel und Teilnehmerin an der Reality-Datingshow LoveNow an der auch Aqua und Akane teilnehmen. Ursprünglich dachte sie, dass sie während der Dreharbeiten in den Hintergrund der Geschehnisse rücken würde, allerdings zog sie mit ihrem Charakter die Aufmerksamkeit der Zuschauer auf sich.
Im Zuge der Show mit Nobuyuki Kumano, einem Tänzer der ebenfalls an der Show teilnimmt zusammen.
Nobuyuki Kumano (熊野ノブユキ, Kumano Nobuyuki)
Nobuyuki ist ein Tänzer und Teilnehmer an der Datingshow LoveNow in dessen Folge er mit Yuki Sumi zusammen kommt. Er hat mittellanges dunkles Haar, welches seine Ohren verdeckt. Er wird als eine „ehrliche, aber interessante“ Person beschrieben.
Kengo Morimoto (森本ケンゴ, Morimoto Kengo)
Kengo ist Musiker und Mitglied einer Band, für die auch die Liedtexte schreibt. Er ist Teilnehmer an der Reality-Datingshow LoveNow. Kengo hat kurzes, silberfarbenes Haar und trägt Ohrschmuck. Er wird als Person beschrieben, die nicht gut schauspielern kann. Laut Yuki mag er Labradore.
Taiki Himekawa (姫川 大輝, Himekawa Taiki)
Taiki Himekawa ist ein mit einem Schauspielpreis ausgezeichneter Theaterschauspieler, der zur Gruppe Lalalay gehört. Er ist der ältere Halbbruder von Aqua und Ruby. Er spielt die Hauptrolle in dem Theaterstück zu Tokyo Blade, in welchem auch Aqua mitspielt.

#### Produktion
Taishi Gotanda (五反田 泰志, Gotanda Taishi)
Taishi Gotanda ist ein mit einem Filmpreis ausgezeichneter Regisseur, der Aquas Schauspieltalent entdeckt hat und diesen davon überzeugt, als Schauspieler aktiv zu werden.
Nach dem Tod von Ai, nimmt er Aqua auf dessen Wunsch als Assistent auf. Gotanda ist einer der wenigen Personen, die über Aquas und Rubys Herkunft Bescheid wissen. Er wurde von Ai mit der Produktion eines Dokumentarfilms über ihr Leben beauftragt, dessen Entstehung Teil von Aquas Plan ist, um den Mörder seiner Mutter ausfindig zu machen.
Masaya Kaburagi (鏑木 勝也, Kaburagi Masaya)
Masaya Kaburagi ist ein Fernsehproduzent, der zum Internetsender Dot TV!, der die Serien Heute mag ich’s süß, LoveNow und Dig Deep! One Chance produziert hat. In der Vergangenheit hatte er wohl engeren Kontakt zu Ai und ist scheinbar im Besitz von Wissen über ihr Privatleben.
Yoriko Kichijōji (吉祥寺 頼子, Kichijōji Yoriko)
Sie ist die Mangaka von Heute mag ich’s süß und die Mentorin von Abiko Samejima, einer Mangaka-Kollegin. Sie ist überdies Produzentin der Umsetzung ihres Mangas als Live-Action-Serie, in der Kana die weibliche Hauptrolle spielt.
Abiko Samejima (鮫島 アビ子, Samejima Abiko)
Sie ist die Mangaka hinter dem kommerziell erfolgreichen Manga Tokyo Blade und wurde Produzentin der 2.5D-Theaterumsetzung nachdem sie sich unzufrieden mit dem Fortschritt der Adaption und des Drehbuchs zeigte. Sie war früher zudem Kichijōjis Assistentin und Schülerin.
Hikaru Kamiki (カミキ ヒカル, Kamiki Hikaru)
Er ist der Mastermind, der hinter den Mord an Gorō und Ai und somit der biologische Vater der Zwillinge Aqua und Ruby. Hikaru wurde von einer unbekannten Schauspielerin sexuell missbraucht als er elf Jahre alt war. Aus diesem Missbrauch ging sein erster Sohn, Taiki, hervor. Im Alter von 15 Jahren lernte er Ai bei einem Workshop der Theatergruppe Lalalay kennen, wo er als ehemaliges Mitglied die neuen Mitglieder unterrichtete. Er begann eine Beziehung zu Ai, die in ihrer Schwangerschaft mit Aqua und Ruby endete.
Er wird von Aqua verdächtigt, in Ais Mord verwickelt zu sein und war zudem in mehreren unaufgeklärten Morden an anderen bekannten Schauspielerinnen involviert.

### Sonstige Charaktere
Krähenmädchen
Ein mysteriöses Mädchen, welches in den Wäldern lebt und von all den Geschehnissen und dem Geheimnis der Hoshino-Zwillinge als Reinkarnation Bescheid weiß. Sie ist scheinbar eine übernatürliche Entität.
Marina Tendōji (天童寺まりな, Tendōji Marina)
Marina Tendōji war Sarinas Mutter. Sie ist eine gesellige Frau in ihren 50ern, die gerne mit ihren Kollegen trinken geht. Sie liebt ihre Familie über alles und kümmert sich liebevoll um ihre Kinder.
Als ihre älteste Tochter, Sarina, unheilbar erkrankt, minimiert sie den Kontakt zu dieser, da sie mit Schmerz nicht umgehen kann und so versucht diesen zu bewältigen. Dennoch wird sie depressiv und von der Nachricht ihres Todes tief erschüttert.
Ryōsuke (リョースケ)
Ryōsuke war ein Student und Fan der Idol-Gruppe B-Komachi, speziell von Ai. Er war ein Hikikomori und eine mental instabile Person, der Idol-Fan wurde, um sich geliebt zu fühlen. Nachdem er erfährt, dass sein Lieblingsidol schwanger ist, verliert er den Verstand und will diese töten, da sich dieser von ihr betrogen fühlt.
Beim ersten Versuch wird er von ihrem behandelnden Arzt gestellt. Im zweiten Versuch ist er erfolgreich, muss aber entsetzt feststellen, dass er sich geirrt hat als Ai sich an dessen Namen erinnert. Aus Reue und Angst vor einer Verhaftung begeht er einen Selbstmordversuch an dessen Folgen er später verstirbt. Es stellt sich später heraus, dass er einen Komplizen haben musste.